# Dubois Dépraz
Dubois Dépraz SA est une entreprise horlogère suisse spécialisée dans la fabrication de modules chronographiques et la micromécanique de précision.

## Histoire
Marcel Dépraz, ouvre le 1er janvier 1901 un atelier d'horlogerie compliquée au Lieu dans le canton de Vaud.
Vers 1920, Marcel Dépraz se spécialise dans l'étude et la conception de complications horlogères, la réalisation est confiée par l'entremise de son beau-frère Marius Guignard à une seconde société baptisée Dépraz & Guignard.
En 1937 Reynold Dubois, gendre de Marcel, est recruté et un chronographe est mis au point, sans roue à colonnes ni bloqueur, de 13 ¾'''. Il est un véritable succès pour la société, connu sous le nom de Landeron 48, et produit à 3,5 millions d'exemplaires, sa commercialisation perdure jusque dans les années 1970.
À la mort de Marcel Dépraz en 1947, les deux sociétés fusionnent sous le nom Dépraz & Cie. et un département de micromécanique est inauguré afin de diversifier les activités de l'entreprise dans des domaines tels que l'aérospatiale, l'optique, le militaire ou encore l'électronique.
En 1948, le calibre 74 est sélectionné par Eberhard & Co,.
En 1967, Gérald Dubois, fils de Reynold, dépose un premier brevet pour le module 11-12 Chronomatic qui permet l'ajout de fonctions chonographiques à une montre automatique à microrotor simple,.
En 1968, la société Dubois Dépraz SA est fondée.
En 1969, Heuer, Breitling et Buren présentent leurs premiers modèles de montre chronographe intégrant le module Chronomatic,.
En 1979, Gérald Dubois prend la tête de l'entreprise.
En 1983 naît le module Dubois Dépraz 2000 qui s'adapte aussi bien aux mouvements mécaniques qu'à ceux à quartz,.
En collaboration avec l'EPFL, la société Dubois Dépraz est aussi connue pour avoir fabriqué les premières souris du groupe Logitech,.